# ノーブルズ郡 (ミネソタ州)
ノーブルズ郡 (Nobles County) は、アメリカ合衆国ミネソタ州に位置する郡である。2000年現在、人口は20,832人である。ここの郡庁所在地はワーシングトンである。

## 地理
アメリカ合衆国統計局によると、この郡は総面積1,871 km2 (722 mi2) である。このうち1,853 km2 (715 mi2) が陸地で18 km2 (7 mi2) が水地域である。総面積の0.96%が水地域となっている。

### 隣接する郡
- マレー郡  (北)
- コットンウッド郡  (北東)
- ジャクソン郡  (東)
- オセオラ郡 (アイオワ州)  (南東)
- ライアン郡 (アイオワ州)  (南西)
- ロック郡  (西)

## 人口動勢
2000年現在の国勢調査で、この郡は人口20,832人、7,939世帯、及び5,517家族が暮らしている。人口密度は11/km2 (29/mi2) である。5/km2 (12/mi2) の平均的な密度に8,465軒の住宅が建っている。この都市の人種的な構成は白人86.50%、アフリカン・アメリカン1.07%、先住民0.31%、アジア3.98%、太平洋諸島系0.07%、その他の人種6.64%、及び混血1.43%である。ここの人口の11.16%はヒスパニックまたはラテン系である。
この郡内の住民は26.50%が18歳未満の未成年、18歳以上24歳以下が8.20%、25歳以上44歳以下が26.60%、45歳以上64歳以下が21.30%、及び65歳以上が17.40%にわたっている。中央値年齢は38歳である。女性100人ごとに対して男性は99.50人である。18歳以上の女性100人ごとに対して男性は98.40人である。
この郡内の世帯ごとの平均的な収入は35,684米ドルであり、家族ごとの平均的な収入は43,076米ドルである。男性は27,853米ドルに対して女性は20,346米ドルの平均的な収入がある。この郡の一人当たりの収入 (per capita income) は16,987米ドルである。人口の11.70%及び家族の8.20%は貧困線以下である。全人口のうち18歳未満の15.30%及び65歳以上の12.50%は貧困線以下の生活を送っている。

## 都市及び町

### 都市
- Adrian
- Bigelow
- Brewster
- Dundee
- Ellsworth
- Kinbrae
- リズモアー
- Round Lake
- ラッシュモアー
- Wilmont
- ワーシングトン

### 郡区
- Bigelow Township
- ブルーム郡区
- Dewald Township
- Elk Township
- Graham Lakes Township
- Grand Prairie Township
- Hersey Township
- Indian Lake Township
- Larkin Township
- Leota Township
  - Leota (CDP)
- リズモアー郡区
- リトルロック郡区
- Lorain Township
- Olney Township
- Ransom Township
- Seward Township
- Summit Lake Township
- ウエストサイド郡区
- Wilmont Township
- ワーシングトン郡区